# Jacques Vitry
Ne doit pas être confondu avec Jacques de Vitry.
Victor Ernest Henri Sagehomme dit Jacques Vitry, né le 25 août 1887 à Saint-Gilles (Bruxelles) et mort à une date indéterminée après 1956, est un artiste lyrique et un acteur de théâtre et de cinéma français d'origine belge.

## Biographie
On ne sait rien des études et de la formation artistique de ce fils de représentant de commerce bruxellois avant octobre 1909, date à laquelle il épouse à Molenbeek-Saint-Jean Élisa Folders (Molenbeek 1885-Paris 1917) artiste dramatique comme lui. A l'occasion de leur mariage, ils légitiment leur fille Suzanne née quelques semaines plus tôt (Molenbeek 1909-Paris 1943). Peu de temps après, le couple s'installe à Paris au 51, boulevard de Strasbourg dans le 10e arrondissement.
Dès le début de l'année 1910, Jacques Vitry entame une tournée en province,,, en Algérie et en Suisse en interprétant le rôle du prince Danilo dans La Veuve joyeuse, l'opérette de Franz Lehár créée l'année précédente à Paris dans sa version française. Il reprendra ce rôle, qui l'a rendu célèbre, a de nombreuses reprises par la suite jusque dans les années 1930.
Mobilisé dans l'armée belge dès le début de la Première Guerre mondiale, sa carrière ne reprend en France qu'après l'Armistice. C'est à cette même époque qu'il monte pour la première fois sur les plateaux de cinéma.
Jacques Vitry a été directeur de production, assistant monteur, régisseur général, et acteur. Il était qualifié d'« élégant et dynamique »

## Filmographie partielle
- 1918 : Les Bleus de l'amour de Henri Desfontaines
- 1921 : La Fiancée du disparu de Charles Maudru
- 1936 : Monsieur Personne de Christian-Jaque - Paul Perrier
- 1937 : François Ier de Christian-Jaque - Le Connetable de Bourbon
- 1937 : Troïka sur la piste blanche de Jean Dréville - Un trafiquant
- 1937 : L'Homme à abattre de Léon Mathot
- 1937 : Double crime sur la ligne Maginot de Félix Gandéra - Un magistrat
- 1937 : Aloha, le chant des îles de Léon Mathot
- 1937 : Boulot aviateur de Maurice de Canonge
- 1937 : Liberté de Jean Kemm
- 1938 : Orage de Marc Allégret
- 1938 : Quadrille de Sacha Guitry - Le docteur
- 1938 : Le Joueur d'échecs de Jean Dréville : uniquement assistant réalisateur
- 1938 : Alerte en Méditerranée de Léo Joannon
- 1939 : Trois de Saint-Cyr de Jean-Paul Paulin
- 1939 : Frères corses de Géo Kelber
- 1940 : Le Collier de chanvre de Léon Mathot
- 1940 : L'Émigrante de Léo Joannon - Le commissaire
- 1940 : Le Feu de paille de Jean Benoît-Lévy
- 1942 : Huit hommes dans un château de Richard Pottier
- 1942 : Forte Tête de Léon Mathot
- 1954 : J'y suis, j'y reste de Maurice Labro
- 1956 : L'Homme aux clés d'or de Léo Joannon